# حجازة (أسوان)
قرية حجازة هي إحدى القرى التابعة لمركز كوم أمبو في محافظة أسوان في جمهورية مصر العربية.